# Championship Wrestling from Florida
Championship Wrestling from Florida (CWF) ist der Name einer US-amerikanischen Wrestling-Promotion, die in Ocoee, Florida beheimatet ist. Promotor ist Kevin Rhodes.

## Geschichte

### Championship Wrestling from Florida/NWA Florida
Die Promotion wurde im Juli 1949 von Clarence P. „Cowboy“ Luttrell in Tampa aufgestellt und trat 1955 unter dem Banner von Championship Wrestling From Florida/NWA Florida der National Wrestling Alliance als Suborganisation (engl.Affiliate) bei.
Die Promotion wurde im September 1987 von den Mid-Atlantic Championship Wrestling übernommen und im Dezember 1988 ganz eingestellt.

### NWA Major League Wrestling
1994 trat das neue NWA-Banner NWA Major League Wrestling die Nachfolge von CWF an. Ende 2001 wurde diese Promotion jedoch eingestellt, als sich ein großer Teil des Wrestling-Kaders von der MLW trennte. Im Sommer 2002 wurde MLW als Independent-Promotion erneuert und bis 2004 fortgeführt.

### Championship Wrestling From Florida
Am 2. Dezember 2002 reaktivierte der Wrestler Kevin Rhodes das Banner Championship Wrestling from Florida, nachdem sich im Dezember 2001 ein großer Teil des Rosters im Streit um die Stilausrichtung von Major League Wrestling getrennt hatte.
Die so reaktivierte CWF führte so den traditionellen „Southern Style“ weiter und wurde nun eine assoziierte Promotion (engl. Associated Promotion) der NWA. Im Januar 2003 erfolgte die NWA-Vollmitgliedschaft und CWF veranstaltet nun unter dem Banner von NWA Championship Wrestling From Florida.
Zusammen mit den ihr zugeordneten NWA-Suborganisationen veranstaltete CWF auch Turniere unter dem Banner von NWA Global Pro-Wrestling. Im September 2012 beendete die Promotion ihre Zusammenarbeit mit der NWA und arbeitet nun mit Pro Wrestling Fit zusammen.